# Merenor
Merenor (em egípcio: Mr n Ḥr) foi um faraó da VII ou VIII dinastia durante o começo do Primeiro Período Intermediário (2181–2055 a.C.). Seu nome só é atestado na lista real de Abido (no. 46).